# Гизульф (герцог Сполето)
Гизульф (лат. Gisulfus; VIII век) — герцог Сполето (760—761).

## Биография
В 758 году король лангобардов Дезидерий подавил мятеж герцогов Сполето и Беневенто, Альбоина и Лиутпранда. Лиутпранд сумел бежать к византийцам в город Отранто, а Альбоин был схвачен и казнён. После установления контроля над Сполето Дезидерий не назначил нового герцога, а сам стал управлять завоёванными землями. К этому времени относится договор между Дезидерием и Павлом I о границах между Сполетским герцогством и папскими владениями.
Только в апреле 760 года герцогство было передано Гизульфу, о правлении которого в средневековых исторических источниках сохранилось очень мало сведений. Известно несколько юридических документов этого времени, в том числе, акты судебных заседаний, на которых герцог председательствовал вместе с королевскими чиновниками. В этих актах впервые в истории Сполето указана датировка не по годам правления местных герцогов, а по годам лангобардского монарха. Это свидетельствует о полном подчинении правителя Сполето королю, в то время как раньше герцоги активно отстаивали свои властные прерогативы от королевских посягательств.
Возможно, в 761 году Гизульф или умер, или был лишён королём Дезидерием своих владений. Это предположение основывается на одном из сполетских актов, датированных октябрём того года, данном не от имени герцога, а от имени королевского гастальда Алефрида. Ко времени между сентябрём 762 года и мартом 763 года относятся сведения о новом правителе Сполето, герцоге Теодиции, друге и верном вассале правителя Лангобардского королевства.